# Le Sourire (film, 1960)
Pour les articles homonymes, voir Sourire (homonymie).
Pour plus de détails, voir Fiche technique et Distribution.
Le Sourire est un court métrage français réalisé par Serge Bourguignon et sorti en 1960.

## Synopsis
« Serge Bourguignon nous conte les émerveillements d'un moinillon siamois devant les splendeurs et les mystères de la nature. »

## Fiche technique
- Titre : Le Sourire
- Réalisation : Serge Bourguignon
- Scénario : Serge Bourguignon
- Commentaire de Claude Roy, dit par Michel Bouquet et Jean Négroni
- Photographie : Louis Mialle
- Montage : Leonide Azar
- Musique : Georges Delerue
- Production : Pathé Cinéma
- Durée : 21 minutes
- Date de sortie : mai 1960

## Récompense
- 1960 : Palme d'or du court métrage au Festival de Cannes[2].

## Sortie du film
- Le Sourire est sorti en salle en avant-programme de La Française et l'amour.
- Le succès de ce court-métrage a souvent été rapproché de celui du Ballon Rouge à son époque[3].